# (15601) 2000 GZ106
A (15601) 2000 GZ106 egy kisbolygó a Naprendszerben. A LINEAR projekt keretében fedezték fel 2000. április 7-én.